# Tommaso Orsini
Tommaso Orsini (falecido a 25 de janeiro de 1576) foi um prelado católico romano que serviu como bispo de Foligno (1568–1576) e bispo de Strongoli (1566–1568).

## Biografia
No dia 15 de agosto de 1566, Tommaso Orsini foi nomeado bispo de Strongoli durante o papado de Gregório XIII. A 28 de agosto de 1566, foi consagrado bispo por Clemente d'Olera, cardeal-sacerdote de Santa Maria in Ara Coeli, com Antonmaria Salviati, bispo emérito de São Pápulo, e Giulio Antonio Santorio, arcebispo de Santa Severina, servindo como co- consagradores. No dia 23 de janeiro de 1568, foi nomeado bispo de Foligno por Gregório XIII, onde serviu como bispo até à sua morte a 25 de janeiro de 1576.